# グライフェンシュタイン
グライフェンシュタイン (ドイツ語: Greifenstein) は、ドイツ連邦共和国ヘッセン州ギーセン行政管区のラーン＝ディル郡に属す町村（以下、本項では便宜上「町」と記述する）である。この町は、ヴェスターヴァルトの東斜面の10地区、合わせて 67.43 km2 を占める。町の名前は、同名の地区にある城趾に由来する。町の行政機関はバイルシュタイン地区にある。

## 地理
グライフェンシュタインの高度は、ウルムバッハ川がロイン市に流れ出るアレンドルフ近郊で海抜約 170 m、アルボルン地区近くのクノーテンで海抜 605 m である。この町の地形は変化に富んでおり、一部は高原の平地であり、別の一部は急峻な斜面である。
グライフェンシュタインの森林占有率 51.16 % は、ヘッセンの市町村で最も高い森林割合である。このため、町の財政に林業からの収入が高い比率を占めている。森林は主に混交林であるが、純粋な針葉樹林の地区もある。
グライフェンシュタインからの排水はカレンバッハ川とウルムバッハ川が担っている。この2つの川は森から下るいくつかの支流を合わせてラーン川に注いでいる。
町域内に天然の湖はない。町内には地下資源、特に玄武岩と粘土が豊富である。かつては鉄鉱石も産出した。

### 隣接する市町村
グライフェンシュタインは、北西はドリードルフ、北はヘルボルンおよびジン、東はエーリングスハウゼン、南はロイン（いずれもラーン＝ディル郡）およびレーンベルク、南西はメンゲルスキルヒェン（ともにリムブルク＝ヴァイルブルク郡）と境を接している。

### 自治体の構成
以下の表は、2015年12月31日時点の、各地区の面積と人口を示したものである。
| 地区名                 | 地区名       | 人口（人） | 面積 (km2) |
| ---------------------- | ------------ | ---------- | ---------- |
| アレンドルフ           | Allendorf    | 1,389      | 7.80       |
| アルボルン             | Arborn       | 598        | 5.46       |
| バイルシュタイン       | Beilstein    | 1,579      | 10.24      |
| グライフェンシュタイン | Greifenstein | 621        | 9.79       |
| ホルツハウゼン         | Holzhausen   | 876        | 6.55       |
| ネンデロート           | Nenderoth    | 466        | 6.02       |
| オーダースベルク       | Odersberg    | 267        | 3.84       |
| ローデンベルク         | Rodenberg    | 221        | 2.52       |
| ローデンロート         | Rodenroth    | 430        | 6.61       |
| ウルム                 | Ulm          | 729        | 8.59       |
| 合計                   | 合計         | 7,211      | 67.43      |

## 歴史

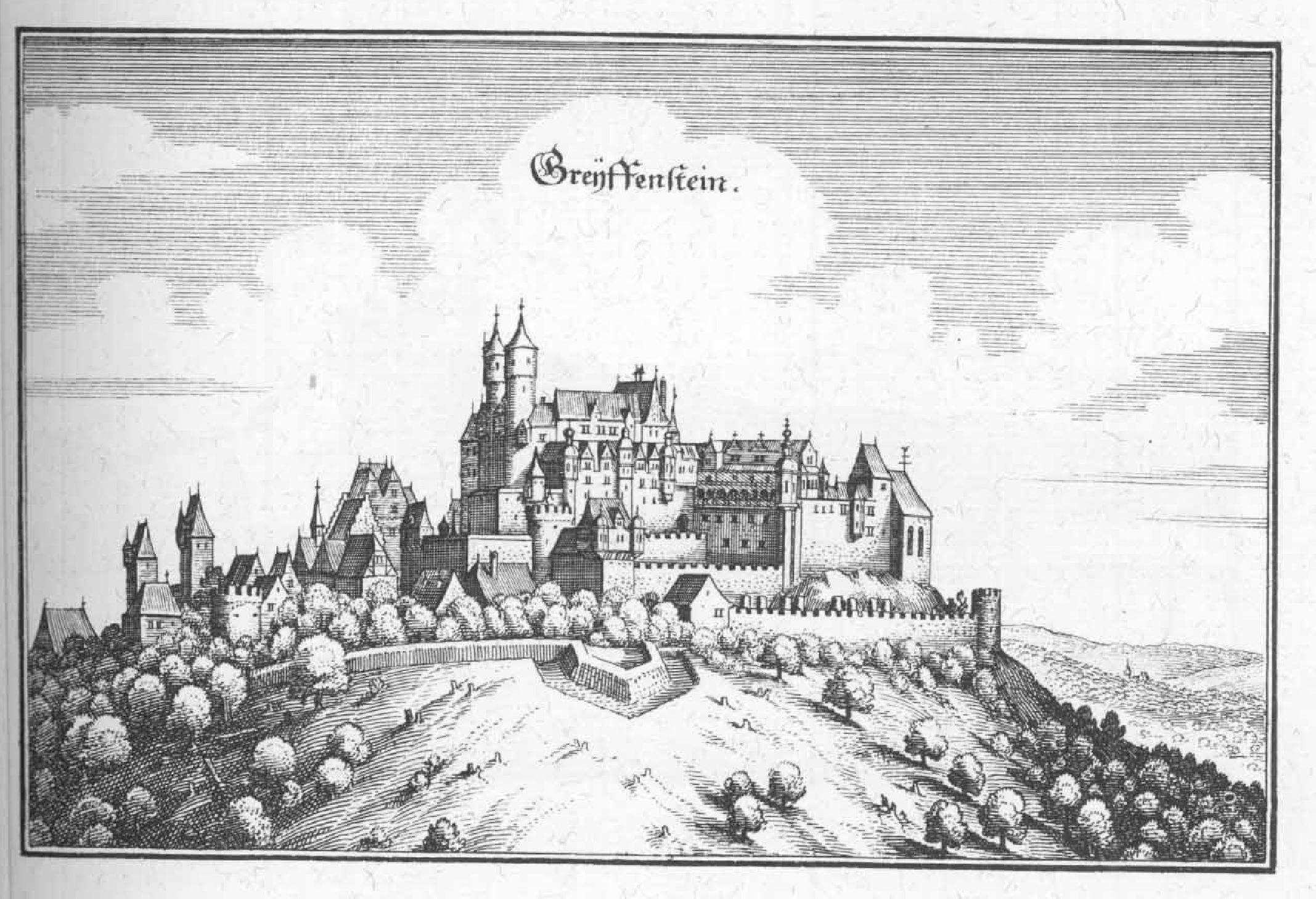
1655年に出版されたマテウス・メーリアンの銅版画に描かれたグライフェンシュタイン城

グライフェンシュタイン城の最初の文献記録は1237年になされている。1322年にルートヴィヒ4世王がザイン伯ゴットフリートにフランクフルトと同じ条件の都市権を有する防衛機能を持つ城下町の建設許可を与えた。しかしその後グライフェンシュタインに対する都市権授与の効力は失われた。グライフェンシュタイン城は、1977年にヘッセン州の地域再編でこの町が成立した際、その命名の由来となった。

### 町村合併
1971年2月1日に、それまで独立した町村であったアレンドルフ、ホルツハウゼン、ウルムが合併して新たな自治体ウルムタールが成立した。
1971年12月31日に、それまで独立した町村であったローデンロートが隣のバイルシュタインに統合された。1972年7月1日にローデンベルクがこの町に合併した。
現在の町は、「ディル郡、ギーセン郡、ヴェッツラー郡とギーセン市の新設に関する法律」に基づき、1977年1月1日にヴェッツラー郡のグライフェンシュタインとウルムタール、ディル郡のアルボルン、バイルシュタイン、ネンデロート、オーダースベルクが合併して成立した。

### 歴史的名称
現存する文献中でグライフェンシュタインは以下のように表記されている。かっこ内は当該の記録がなされた年である: 
- Griffenstein, de（1158年）[Regesta Imperii IV, 2, 1 に記録された Meribodo von Greifenstein は、おそらくこの町を示すものではない]
- Griffenstein, de（1237年）[Urkundenbuch der Stadt Wetzlar 1, S. 8 Nr. 24]
- Griffinstein, de（1255年）[Urkundenbuch der Stadt Wetzlar 1, S. 23-24 Nr. 70, 74]

### 領邦と行政機構
グライフェンシュタインが属した領邦および行政機構を以下に列記する。
- 1806年以前: 神聖ローマ帝国、ゾルムス＝ブラウンフェルス侯領（ドイツ語版、英語版）ゾルムス伯部分アムト・グライフェンシュタイン
- 1806年から: ナッサウ公国アムト・グライフェンシュタイン
- 1816年から: プロイセン王国ライン州（ドイツ語版、英語版）コブレンツ県（ドイツ語版、英語版）ブラウンフェルス郡
- 1822年から: 北ドイツ連邦プロイセン王国ライン州コブレンツ県ヴェッツラー郡
- 1871年から: ドイツ国プロイセン王国ライン州コブレンツ県ヴェッツラー郡
- 1918年から: ドイツ国プロイセン自由州ライン州コブレンツ県ヴェッツラー郡
- 1932年から: ドイツ国プロイセン自由州ヘッセン＝ナッサウ州（ドイツ語版、英語版）ヴィースバーデン県ヴェッツラー郡
- 1945年から: アメリカ管理地区（ドイツ語版）グロース＝ヘッセン（ドイツ語版、英語版）、ヴィースバーデン行政管区ヴェッツラー郡
- 1949年から: ドイツ連邦共和国ヘッセン州ヴィースバーデン行政管区ヴェッツラー郡
- 1968年から: ドイツ連邦共和国ヘッセン州ダルムシュタット行政管区ヴェッツラー郡
- 1977年から: ドイツ連邦共和国ヘッセン州ダルムシュタット行政管区ラーン＝ディル郡
- 1977年1月1日: ウルムタール（アレンドルフ、ホルツハウゼン、ウルム）とバイルシュタイン（バイルシュタイン、ローデンロート、ローデンベルク）、アルボルン、グライフェンシュタイン、ネンデロート、オーダースベルクが合併して新たな自治体グライフェンシュタインが成立した。行政機関はバイルシュタインに置かれた。
- 1981年から: ドイツ連邦共和国ヘッセン州ギーセン行政管区ラーン＝ディル郡

## 行政

### 議会
グライフェンシュタインの町議会は、31議席で構成されている。

### 首長
2012年5月13日の町長選挙には、クリストフ・ツェルプ (CDU)、シュテファン・コッヒャー（無所属）と2006年から町長職にあったマルティン・クレッケル（無所属）が立候補した。その結果、クレッケルが 67.1 %（2,084票）の票を獲得して町長職を守った。ツェルプは 28.3 %（877票）、コッヒャーは 4.6 %（143票）であった。有権者数 5,551人に対し有効投票数は 3,138票で、投票率は 56.5 % であった。クロッケルの町長2期目は2012年10月1日からであった。
あった。結果は、得票率 52.9 % でマーリオン・ザンダーが勝利した。マルク・シュミットディールは 32.2 %、シュテフェン・シェンクは 14.9 % の票を得た。マーリオン・ザンダーは2018年10月1日に、グライフェンシュタイン町長に就任した。

### 地区委員会
グライフェンシュタイン地区には、地区長を有する委員数 5名の地区委員会が設けられている。

### 姉妹自治体
- ザンクト・アンドレ＝ヴェルデルン（ドイツ語版、英語版）（オーストリア、ニーダーエスターライヒ州）1980年[14]

## 文化と見所

### 年中行事
復活祭やクリスマスにはグライフェンシュタイン城でマーケットが開かれる。中世祭や、主にドイツのロックバンドが出演する「ケルティック・ロック・フェスティヴァル」もこの城で開催される。公開の演劇上演、ワイン祭、ハイキング行、アレンドルフおよびヴバイルシュタインのIVV-ハイキングもこの町の文化行事である。こうした行事のほぼすべてが、サークル活動主催で行われている。

## 経済と社会資本

### 公共施設
グライフェンシュタイン町の町役場や町の資材置き場はバイルシュタインにある。戸籍役場は、グライフェンシュタイン城内に結婚式場を有している。町は10人の消防隊員を雇用しており、20台の車輌とともに消防、救急活動にあたっている。11か所の町営墓地があり、キリスト教徒もイスラム教徒も埋葬されている。さらにバイルシュタインのウルムバッハ川沿いに古いユダヤ人墓地もある。
1970年代初めからアレンドルに600席の多目的ホールがある。バイルシュタインには体育館があり、使用可能である。また、各地区に公民館がある。さらにサッカーグラウンドやテニスコート、屋内乗馬場や公共の児童公園など多くのスポーツ施設がある。

### 交通
この町は、ヴェッツラー、ヴァイルブルク、ヘルボルンの都市トライアングルの中に位置している、アウトバーン A45号線のエーリングスハウゼン、ヴェッツラー東、ヘルボルン南の各インターチェンジへ10分から20分で行くことができる。連邦道 B49号線へも同程度の時間でアクセス可能である。町内を多くの州道や郡道が通っている。たとえばホルツハウゼンやバイルシュタインなどいくつかの集落では、中心部を迂回するバイパス道路が設けられている。すべての地区はバスによって結ばれている。
1922年から、ウルムタール鉄道がラーンタール鉄道から分岐していた。この路線は、ロインのシュトックハウゼン地区、ビスキルヒェン地区、ビッセンベルク地区、グライフェンシュタインのアレンドルフ地区、ウルム地区、ホルツハウゼン地区を通ってバイルシュタインに至っていた。元々この路線は、ドリードルフまで敷設され、そこでヴェスターヴァルト横断鉄道に接続する予定であった。1970年代半ばに旅客運行が、1990年代初めに貨物運行が廃止された。その後、路線が撤去された。

#### 公共交通機関
多くのバス路線がこの町を発着している。町内には全部で23か所のバス停がある。アレンドルフおよびバイルシュタインの2か所の基礎課程学校への通学バスの他に、平日はドリードルフ、エーリングスハウゼン、ヘルボルン、ヴェッツラーの上級学校へのバスも運行している。旧ディル郡の地区ではドリードルフを経由してヘルボルンへ、旧ヴェッツラー郡の地区ではゾルムス/エーリングハウゼンへ運行している。グライフェンシュタインには現在駅はないが、ラーンタール鉄道やディル線への接続は確保されている。
町内を通るバス路線を以下の表に示す。太字が町内である。
| 路線番号 | 経路 | 注                                                       |
| -------- | --- | -------------------------------------------------------- |
| 120/125  | バイルシュタイン → ホルツハウゼン → ウルム → アレンドルフ → ロイン → ゾルムス → ヴェッツラー                                  | * ロイン＝シュトックハウゼンでラーンタール鉄道に接続する |
| 204      | アレンドルフ → ウルム → ホルツハウゼン → カッツェンフルト → エーリングスハウゼン                                              | * カッツェンフルトで鉄道ディル線に接続する               |
| 205      | グライフェンシュタイン / ジン → エーリングスハウゼン                                                                          | * 通学バス                                               |
| 206      | ローデンロート → バイルシュタイン → グライフェンシュタイン → カッツェンフルト                                                 | * カッツェンフルトで鉄道ディル線に接続する               |
| 525      | ドリードルフ → ローデンベルク → バイルシュタイン → ローデンロート / → オーダースベルク → ノイデロート → アルボルン            | * 通学バス                                               |
| 530/531  | アルボルン → ノイデロート → オーダースベルク → ドリードルフ → ローデンベルク → ローデンロート → バイルシュタイン → ヘルボルン |                                                          |

### 経済構造

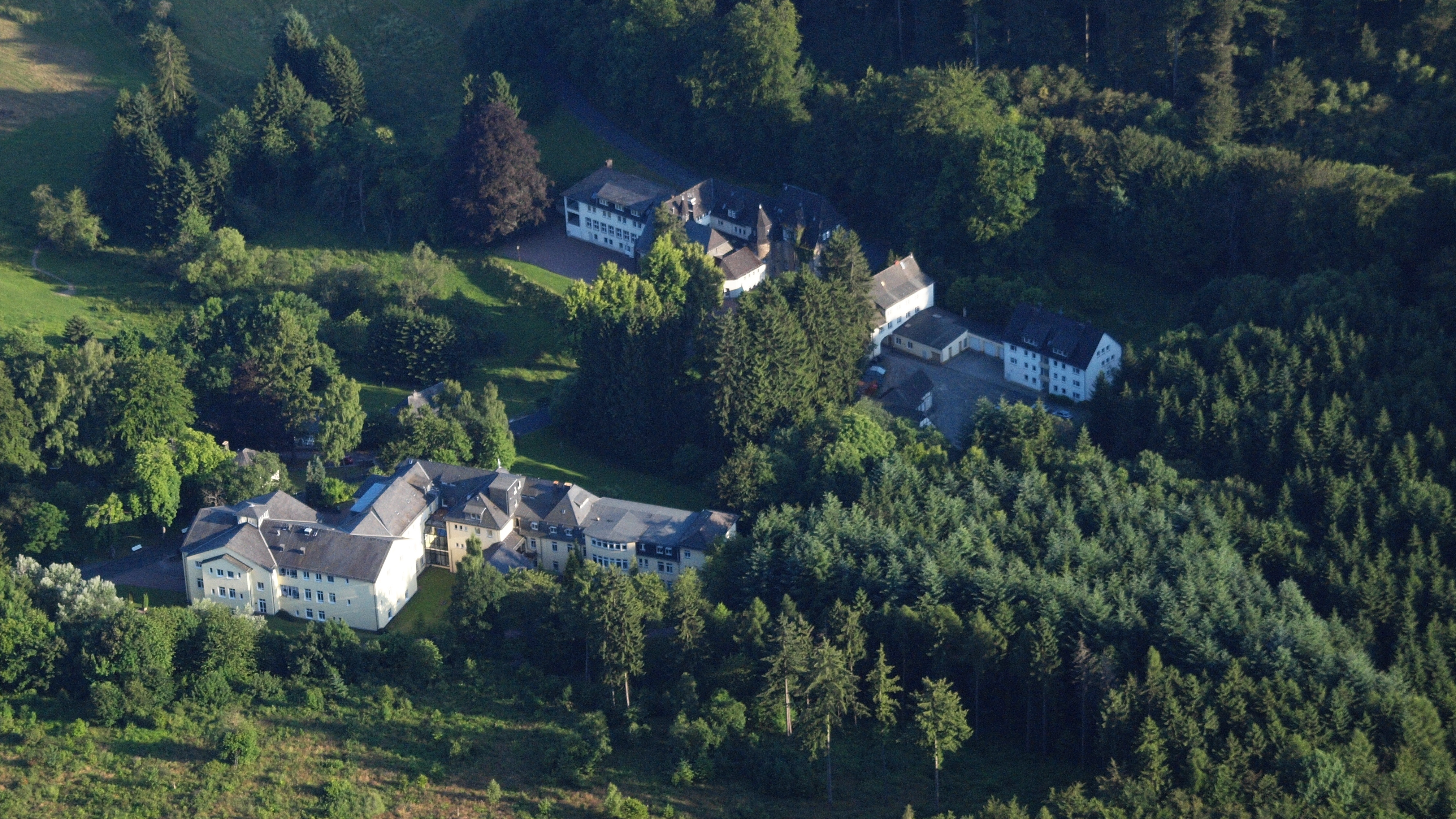
クリニーク・ヴァルトホーフ・エルガースハウゼン

グライフェンシュタイン地区とホルツハウゼン地区との間に位置する森の中に、1901年から呼吸器病院ヴァルトホーフ・エルガースハウゼンがある。現在この病院は救急病院となっており、ギーセン大学病院およびマールブルク大学病院と共同作業チームを形成し、呼吸器疾患患者の治療を行っている。この病院は、30年以上にわたって院長を務め、2009年6月1日に退職したハラルト・モルによって有名になった。ホルツハウゼン地区にはドイツ赤十字社の救援監視所がある。
町内には135の企業があり、社会保険支払い義務のある労働者約1120人分の職場がある。労働者の約半数が、金属加工業および木工業などの製造業に従事している。粘土や玄武岩の採掘業もこの町に根付いている。露天掘りによる粘土や玄武岩の採掘は20世紀半ばに廃止された。
多くの中小企業が10の地区に存在している。アレンドルフ、アルボルン、ホルツハウゼン地区には産業・工業地域が整備されている。1日あたり約659人の通勤者が町外からグライフェンシュタインに来ており、約1982人がグライフェンから町外の職場に働きに出ている。スーパーマーケットが1軒あり、日用品の購入が確保されている。さらに、パン屋の支店もいくつかある。

### エネルギー政策
1990年代にはすでに、ローデンロート近郊にこの地域で最初の風力発電機が設けられた。2013年からアルボルン近郊にクノッテン・ウィンドパークが建設された。2016年現在、このウィンドパークのグライフェンシュタイン町内部分には、塔の高さ 135.4 m の風力発電機が3基設けられている。クノッテン風力発電パークのそれ以外の部分はドリードルフ町に属している。2013年に施設全体が完成した。このウィンドパークの特徴は、町と出資者の委託により、フランクフルト応用科学大学の学生プロジェクトが運営を行っている点にある。

### メディア
グライフェンシュタインでは 3紙の日刊紙が刊行されている。旧ディル郡の地区では「ヘルボルナー・ターゲブラット」と「ディル＝ツァイトゥング」が、旧ヴェッツラー郡の地区では「ヴェッツラーアー・ノイエ・ツアイトクゥング (WNZ)」が刊行されている。WNZ とヘルボルナー・ターゲブラットは、ヴェッツラーのラーン＝ディル新聞グループの出版所で制作されている。

### 教育
町立幼稚園が3園、アレンドルフ、バイルシュタイン、ネンデロートにある。基礎課程学校はアレンドルフとバイルシュタインにある。さらに各地区の公民館ではラーン＝ディル＝アカデミー成人教育のコースがいくつか開催されている。
2014年5月にラーン＝ディル労働者福祉事業団 (AWO) はアルボルンに「ネスト託児所」を開設した。賃借した町営住宅でAWOによって雇用された保母が子供たちの世話にあたる。

### 観光業

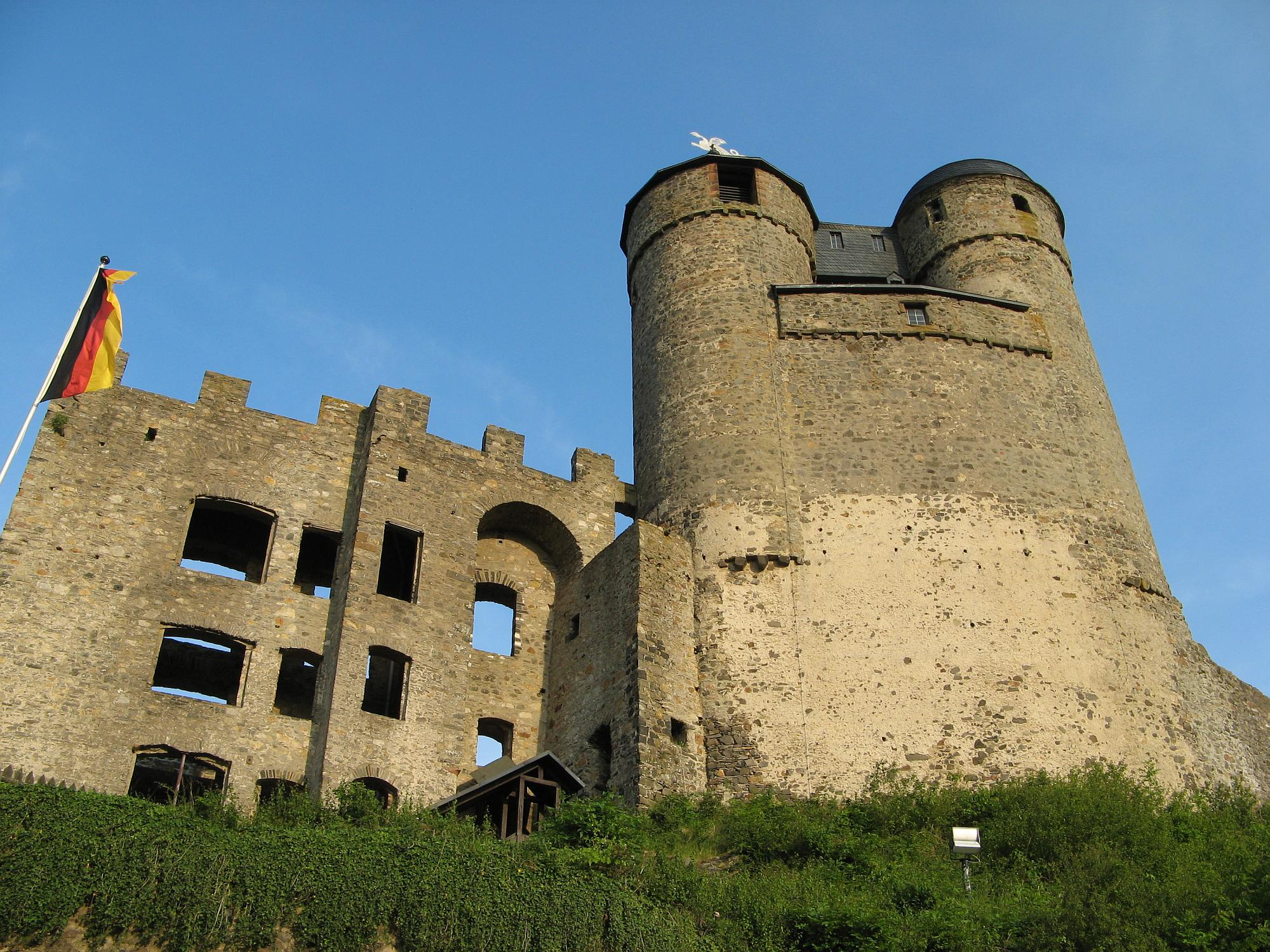
グライフェンシュタイン城

町内には、ドイツ鐘博物館を持つグライフェンシュタイン城やバイルシュタイン地区のバイルシュタイン城趾がある。多くの地区に小さな博物館がある。それらは地元のサークルによって維持・運営されており、多くは村落の歴史を紹介している。見応えのある教会がグライフェンシュタイン、バイルシュタイン、ウルム、ネンデロートにある。ネンデロートの教会の近くには村の泉や樹齢千年のオークの木がある。ほとんどすべての地区に、様々な建築様式の木組みの家がある。
ネンデロートとオーダースベルクとの間にロマチックな滝がある。
グライフェンシュタインは、ヴェスターヴァルト＝ラーン＝タウヌス・ゲオパークに加盟しており、バイルシュタインでは BasaltPARKours（玄武岩公園コース）が見学できる。
人が集まる場所がホルツハウゼン近郊のウルムタール堰である。ここには250のテントスペースをもつキャンプ場、日光浴用の芝生広場、水浴場がある。アスファルト舗装された全長約 2.7 km の湖を回る遊歩道は、散策、サイクリング、インラインスケート、ノルディックウォーキングに盛んに利用されている。
アルボルンとネンデロートには野外プールがある。グライフェンシュタインとアルボルンにはスキーリフトがある。アルボルン、ローデンロート、グライフェンシュタインにはレジャーハウス区画がある。2002年からアレンドルフには自然と融合した体験型レジャーパーク「アウトドア＝センター＝ラーンタール」がある。
町内の総延長約 100 km に及ぶ自転車道・遊歩道が利用できる。ヴェスターヴァルトシュタイクはグライフェンシュタインを通ってはいないが、その見所は町内にも存在する。この町を通る最も有名な遊歩道には、ヘルボルンからグライフェンシュタインを通ってレーエでヴェスターヴァルトシュタイクに至る「グライフェンシュタインシュライフェ」、グライフェンシュタインからリヒテンシュタイン城を経てバイルシュタインに至る「ドライ・ブルゲン遊歩道」、2010年にオープンしたビスキルヒェンからウムタールを通ってバイルシュタインまでを往復する約 40 km の「ウムタール周回路」がある。
2017年現在、ウムタール自転車道が建設中である。この自転車道は、北はヘッセン広域自転車道 R8号線と、南はヘッセン広域自転車道 R7号線とを結ぶ予定であり、独自の連絡自転車道とみなされている。
ウルム地区の東、森の豊かなケッセルベルクの高台に、かつての狩猟の城ディアナブルクの塔が建っている。
町内の興味深い歴史的村落にいくつかのジオキャッシュが隠されている。
- アレンドルフ地区の旧役場
- ホルツハウゼン地区ウルムタール通りの木組み建築
- ネンデロート地区の牧師館
- オーダースベルク地区の旧学校
- 狩猟の城のディアナブルクの塔

## 人物

### 出身者
- エルヴィン・ピスカトール（1893年 - 1966年）劇場監督。ウルムで生まれた。